# تپه کول لیک
تپه کول لیک مربوط به دوران‌های تاریخی پس از اسلام است و در شهرستان قزوین، بخش کوهین، شهر کوهین واقع شده و این اثر در تاریخ ۲۵ اسفند ۱۳۸۰ با شمارهٔ ثبت ۵۵۹۲ به‌عنوان یکی از آثار ملی ایران به ثبت رسیده است.